# Óriás-bozótkakukk
Az óriás-bozotkakukk (Centropus goliath) a madarak osztályának kakukkalakúak (Cuculiformes) rendjébe, ezen belül a kakukkfélék (Cuculidae) családjába tartozó faj.

## Rendszerezése
A fajt Charles Lucien Jules Laurent Bonaparte francia ornitológus írta le 1850-ben.

## Előfordulása
Indonézia területén honos, ott is kizárólag a Maluku-szigetek területén. Természetes élőhelyei a szubtrópusi vagy trópusi síkvidéki esőerdők és lombhullató erdők. Állandó, nem vonuló faj.

## Megjelenése
Testhossza 62-70 centiméter. Tollazata fekete, fehér szárnyfoltja van.

## Természetvédelmi helyzete
Az elterjedési területe elég kicsi, egyedszáma ugyan csökken, de még nem éri el a kritikus szintet. A Természetvédelmi Világszövetség Vörös listáján nem fenyegetett fajként szerepel.